# Euriphene tessmanni
Euriphene tessmanni är en fjärilsart som beskrevs av Karl Grünberg 1911. Euriphene tessmanni ingår i släktet Euriphene och familjen praktfjärilar. Inga underarter finns listade i Catalogue of Life.